# Al-Manar
al-Manār (in arabo المنار‎?; "Il faro", o "Il minareto"), è stata una rivista - dapprima settimanale e poi a cadenza mensile (pur con qualche irregolarità), con una tiratura oscillante tra le 1 500 e le 1 000 copie - redatta in lingua araba e pubblicata al Cairo dal siriano Rashīd Riḍā a partire dal marzo 1898, fino alla chiusura delle sue pubblicazioni nel 1935, anno della morte di Rashīd Riḍā.
Essa espresse, più di qualsiasi altra pubblicazione, le idee del Riformismo islamico (Iṣlāḥ), noto come Salafiyya, propugnato inizialmente da Jamāl al-Dīn al-Afghānī e dal suo principale discepolo, l'egiziano Muḥammad ʿAbduh.

Alla rivista collaborarono anche il siriano ʿAbd al-Raḥmān al-Kawākibī e Jamāl al-Dīn al-Qāsimī.
La sua influenza sulla mentalità arabo-islamica del XX secolo fu enorme, malgrado la presenza di marcate incongruenze metodologiche e storiografiche che denotavano un'inadeguata conoscenza della cultura occidentale.